# Henri Dobbelaere

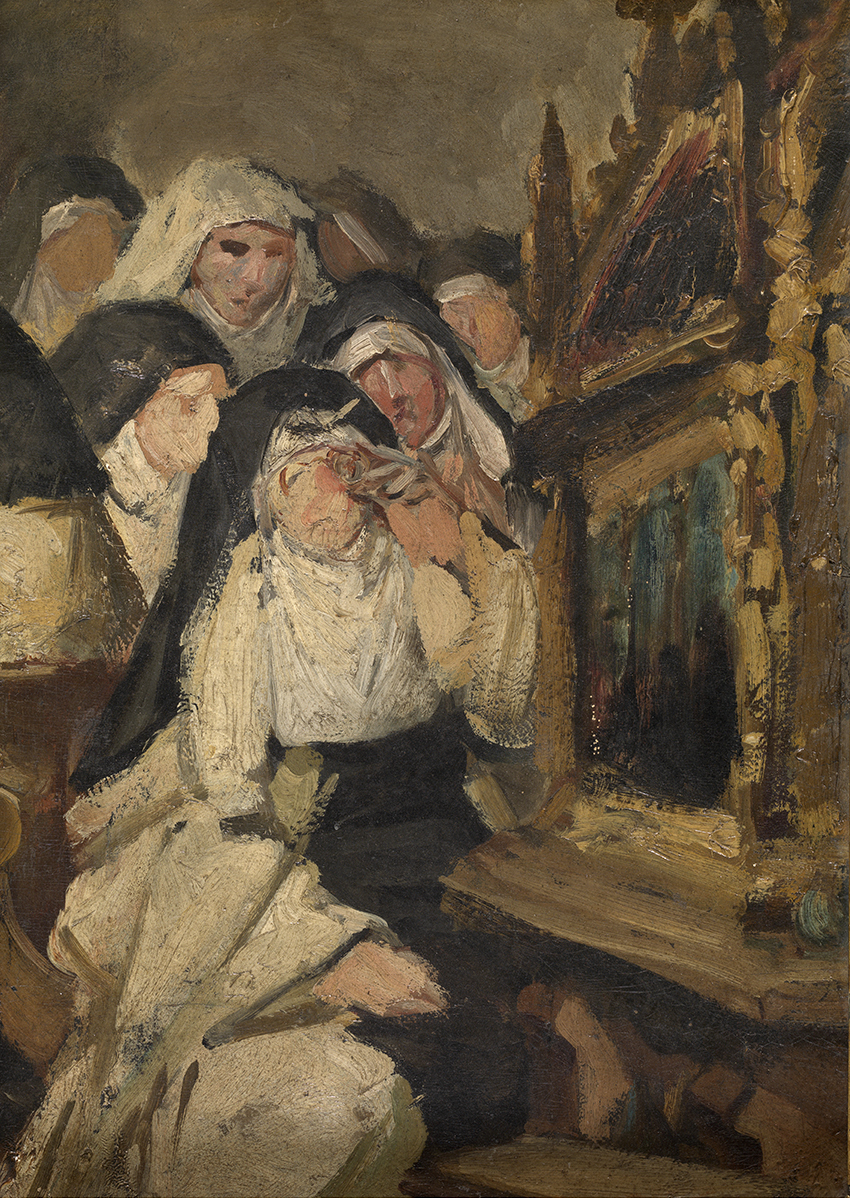
Memling schildert het Ursulaschrijn Groeningemuseum

Henri Dobbelaere (Brugge, 25 mei 1822 - 22 januari 1885) was een Belgisch kunstschilder en glazenier, en werd gerekend tot de Brugse School.

## Levensloop
Henri Dobbelaere studeerde aan de kunstacademies van Brugge en Antwerpen.
Hij begon in Brugge aan een schildersloopbaan, in de geest van wat hij met zijn leermeester Gustaaf Wappers had geleerd. Hij zette zich aan het schilderen van zeer grote historische of religieuze taferelen, zoals:
- Het slagveld bij Nancy met het lijk van Karel de Stoute (eigendom van de stad Brugge)
- Hans Memling aan het schilderen van het Ursulaschrijn (eigendom van de stad Kortrijk)
- De Zeven Werken van Barmhartigheid (eigendom van de Belgische Staat, in bruikleen aan de Stad Brugge)
- Christus aan het Kruis (kerk van de kapucijnen in Brugge)

Vanaf 1860 verliet hij grotendeels de schilderkunst om zich toe te leggen op het maken van glasramen. Hij werd hierin een belangrijk producent, die in concurrentie trad met Samuel Coucke en met de andere Belgische glazeniers.
Toen hij betrekkelijk vroeg overleed werd zijn atelier overgenomen door zijn zoon Jules Dobbelaere, later overgenomen door de familieleden De Lodder, vader en zoon en actief tot op het einde van de twintigste eeuw.
De essentie van het archief van dit atelier, meer bepaald de tekeningen vanaf 1860, werd aangekocht door de vzw Marcus Gerards en in langdurige bewaring toevertrouwd aan het KADOC in Leuven.

## Galerij

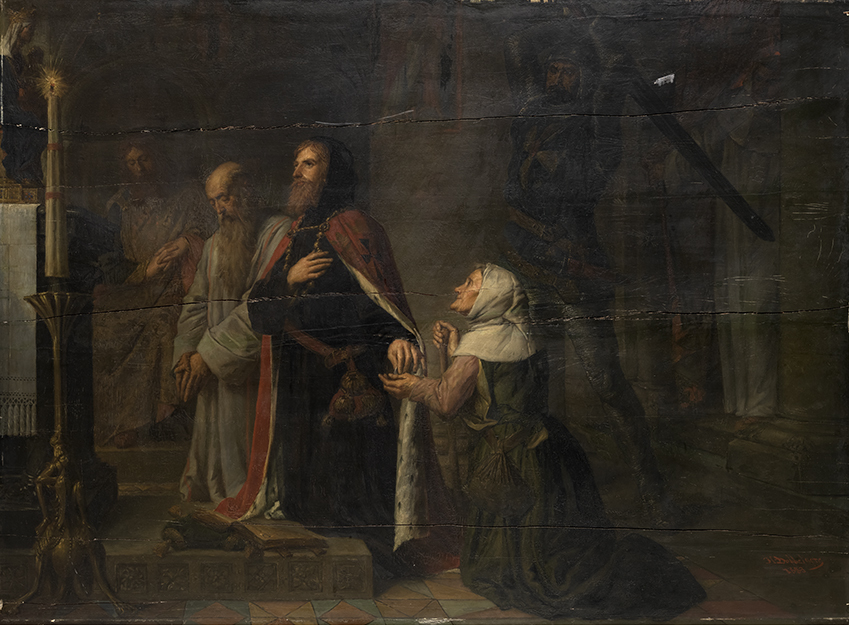
De dood van Karel de Goede 1883, Groeningemuseum
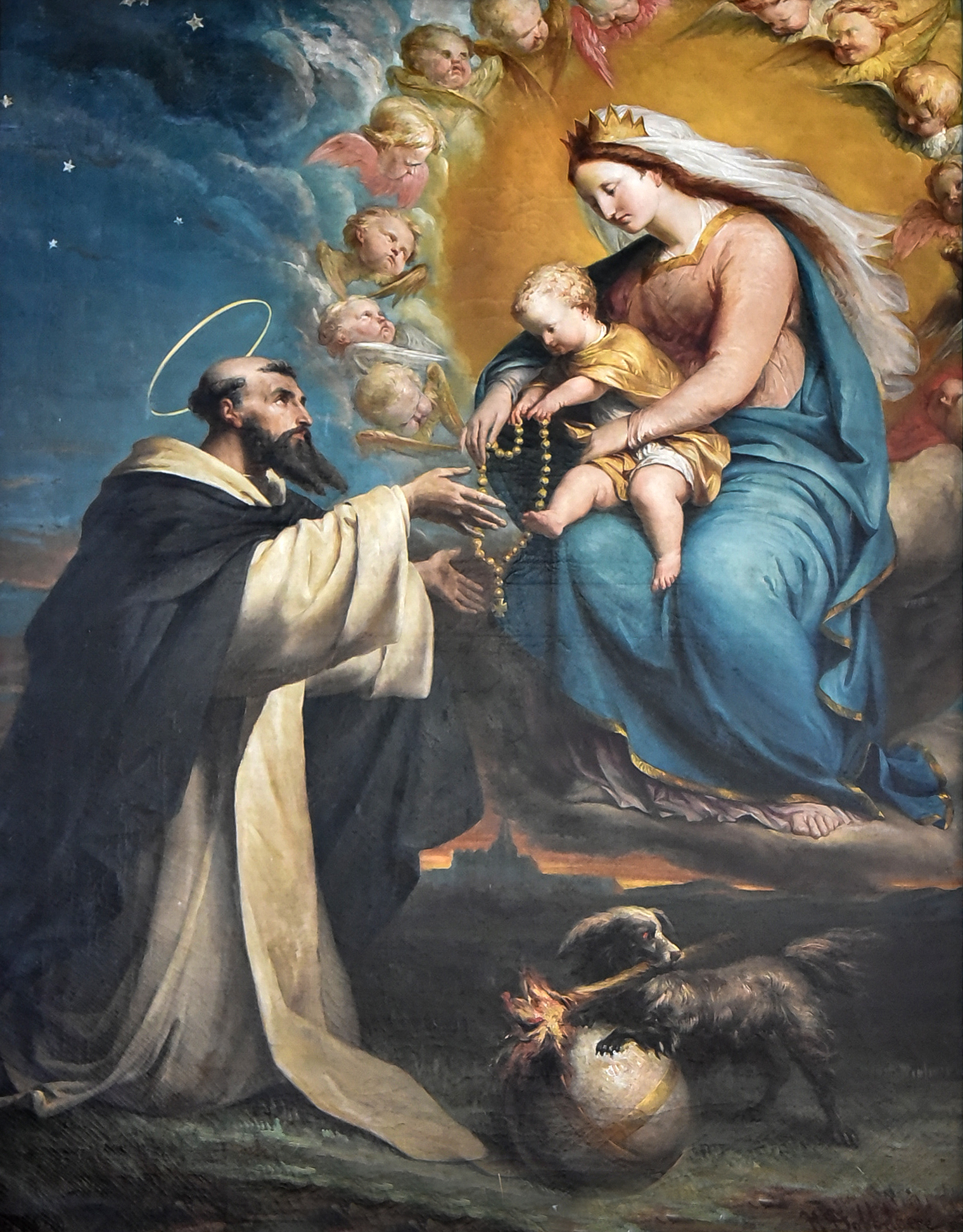
Dominicus ontvangt de rozenkrans van Onze-Lieve-Vrouw Bredene Sint-Rikierskerk